# Рекорд
Рекорд е най-доброто постижение, най-добрият резултат в дадена дисциплина. Най-често рекорди се поставят в спортни дисциплини, но рекорд може да се постави навсякъде, където нещо може да се измери и сравни. Книгата на Гинес има за цел да събере и систематизира всички рекорди в света. По принцип рекордите могат да бъдат световни, европейски, национални или лични.